# Horst Heese
Horst Heese (* 31. Dezember 1943 in Düsseldorf) ist ein ehemaliger deutscher Fußballspieler und -trainer.

## Spielerkarriere
Heese wurde 1943 als Sohn des dreimaligen deutschen Boxmeisters Heinrich Heese in Düsseldorf geboren. Heese bestritt 149 Bundesligaspiele für Eintracht Frankfurt und den Hamburger SV (HSV |1972 bis 1974). Schon bald nachdem ihn der Trainer Erich Ribbeck vom unterklassigen Wuppertaler SV zum Erstligisten Eintracht Frankfurt geholt hatte, wurde Heese das Attribut „Kamikaze-Stürmer“ verliehen. Dies verhalf ihm zu dem Spitznamen „Eisenschädel“. So schien Heese eine ideale Ergänzung zu der Frankfurter Mannschaft zu sein, die meist gepflegten technisch-versierten Fußball bevorzugte und nicht ganz zu Unrecht oft als „Schönspieler“ bezeichnet wurde. In seiner ersten Saison erzielte er unter anderem drei Tore gegen den VfB Stuttgart.
Die genannten Eigenschaften veranlassten schließlich den in der ersten Spielzeit nach Uwe Seeler und einem Umbruch, bei dem viele jungen Spielern wie Manfred Kaltz oder Caspar Memering zur Wettkampfmannschaft gestoßen waren, in den Abstiegskampf geschlitterten HSV, in der Winterpause der Spielzeit 1972/73 Heese als dessen Nachfolger zu verpflichten. Dort initiierte er in einer von dem Torwart Özcan Arkoç betriebenen Kneipe regelmäßige Mannschaftsabende, die halfen, den Klub zurück in die Erfolgsspur und zum Klassenerhalt zu bringen. In allen 18 Ligapartien nach seiner Verpflichtung bis zum Saisonende stand er in der Startformation; ausgerechnet gegen seinen ehemaligen Klub erzielte er im Januar beim 3:1-Heimerfolg sein erstes von sechs Saisontoren für die Hamburger, die 18 ihrer 28 Pluspunkte in der Rückrunde holten. Nach einem Trainerwechsel von Klaus-Dieter Ochs zu Kuno Klötzer in der folgenden Spielzeit war er nicht mehr dauerhaft Stammspieler, so dass er am Saisonende zum damaligen belgischen Zweitligisten AS Eupen wechselte. Dort, als Ersatz für den amtierenden Torschützenkönig Rainer Gebauer geholt, traf er auf die deutschen Mitspieler Heinz Bartels und Reinhard Majgl. In seiner ersten Saison schoss er 6 Tore, der AS Eupen stieg in die dritte Liga ab.

## Trainerlaufbahn
Nachdem sich Heese in Eupen niedergelassen hatte, übernahm er das Traineramt bei Fortuna Köln. Von dort lotsten ihn die Kickers Offenbach 1979 in den Profi-Fußball. Im Sommer 1980 verpflichtete ihn der Bundesligaaufsteiger 1. FC Nürnberg als neuer Trainer. Während des Trainings spielte er Geigenkonzerte von Mantovani zur Untermalung ab. Da der Klub sich jedoch trotz enormer Investitionen von mehr als zwei Millionen D-Mark in der Spielzeit 1980/81 im hinteren Tabellendrittel wiederfand, wurde er im Frühjahr 1981 wieder entlassen. Im Sommer des Jahres beerbte er Bernd Hoss als Trainer des seinerzeitigen Zweitligisten Freiburger FC, wurde hier aber nach einer Serie von sieben verlorenen Spielen und auf einem Abstiegsplatz stehend im März 1982 entlassen und durch den Leiter der Lizenzspielerabteilung sowie bisherigen Trainerassistenten Hans Linsenmaier interimistisch ersetzt. Anschließend übernahm er das Traineramt beim Zweitligaaufsteiger FSV Frankfurt, der ihn aber ebenfalls wegen Erfolglosigkeit wieder entließ. In der Spielzeit 1983/84 trainierte Heese den SC Fortuna Köln, nach einer durchschnittlichen Spielzeit wurde er durch Johannes Linßen ersetzt. Erneut übernahm er den Trainerposten bei Kickers Offenbach, ehe er im Frühjahr 1986 Trainer von Viktoria Aschaffenburg wurde. Dort assistierte ihm sein ehemaliger Frankfurter Mitspieler Bernd Hölzenbein, die beiden wurden jedoch im Herbst entlassen.
Anschließend war Heese im Ausland tätig, zunächst als Nationaltrainer der maltesischen Auswahlmannschaft, dann auf Zypern und Malaysia. Im April 1993 holte ihn Hölzenbein als Präsidiumsmitglied zurück zu Eintracht Frankfurt, wo er als Nachfolger des zu Bayer 04 Leverkusen wechselnden Dragoslav Stepanović die Mannschaft bis zur Übernahme des als neuen Trainer bereits feststehenden Klaus Toppmöller bis zum Ende der Spielzeit 1993/94 betreute. In dieser Zeit unterlief ihm am 22. Mai 1993 im Auswärtsspiel bei Bayer 05 Uerdingen ein folgenschwerer Wechselfehler, der zum Verlust der nach einem 5:2-Spielergebnis eigentlich gewonnenen Punkte am grünen Tisch führte. Im Irrtum, mit der Herausnahme des „Fußballdeutschen“ Slobodan Komljenović einen Ausländer aufgrund der Einwechslung des Slowaken Marek Penksa durch einen anderen Ausländer ersetzt zu haben, überschritt er das zu dieser Zeit erlaubte Kontingent von drei gleichzeitig spielenden Ausländern pro Mannschaft, da mit den Spielern Zchadadse, Yeboah und Okocha bereits drei Ausländer auf dem Platz standen. 1996 war Heese kurzzeitig Trainer des VfB Gießen, der mit Hilfe von Investoren unter anderem mit Verpflichtungen wie Uwe Bein und Harald Preuß in den Profifußball aufsteigen wollte. Später übernahm er erneut das Traineramt bei der Nationalmannschaft Maltas, als er im Herbst 2003 Sigfried Held beerbte. Ende 2005 wurde sein Vertrag aufgelöst.
Seit 1974 lebt Heese mit seiner Familie in der ostbelgischen Stadt Eupen, wo er zuletzt als Spieler aktiv war.